# Folketro
Folketro blev tidligere kaldt "overtro", en betegnelse fra oplysningstiden med nedsættende klang. I dansk folketro genfindes elementer fra protestantisme, katolicisme og norrøn mytologi, parallelt med rester efter gamle videnskabelige systemer som astrologi og antikkens lægevidenskab.
Folketro er magiske og mytiske forestillinger og slutninger, der adskiller sig fra forestillingsverdenen i de accepterede religiøse samfund, eller falder udenfor den videnskabelige erfaring. Forskningen har forgæves søgt at skille mellem tro og overtro, magi og religion. Folketroen viser sig i forestillinger og beretninger (myter, legender og sagn) og - som det mest konstante - skikke. Skikkene kan overleve, mens forestillingerne rundt ændrer sig og tilpasses skiftende tider.